# ناوشکن کلاس گریهاند
ناوشکن کلاس گریهاند (به انگلیسی: Greyhound-class destroyer) یک کلاس از کشتی است که طول آن ۲۱۴ فوت ۶ اینچ (۶۵٫۳۸ متر) می‌باشد.